# Aeroportul Buchanan
Aeroportul Buchanan (IATA: UCN, ICAO: GLBU) este un aeroport din Liberia ce deservește zona Buchanan⁠(d).
Situat la o altitudine de 12 m, aeroportul dispune de o singură pistă.